# 過海隧道巴士N969線
過海隧道巴士N969線是香港一條通宵巴士路線，由天水圍市中心來往銅鑼灣（摩頓臺），途經天水圍北、屏山、洪水橋、藍地、紅橋、屯門市中心、上環、中環、金鐘、灣仔，取道屯門公路及西區海底隧道，在960、961、967、967X及969線收車後繼續提供來往天水圍、屏山、洪水橋、藍地及屯門的過海巴士服務。本線是繼N11線後新界西及西隧第二條通宵常規專營過海巴士路線，亦是第二條由城巴獨營的通宵常規專營過海巴士路線。
過海隧道巴士969N線是城巴經營的一條特別巴士路線，由天水圍市中心單向開往銅鑼灣（摩頓台），取道元朗公路、大欖隧道及西區海底隧道，只於每日清晨時份開出一班車，由N969線以往每日05:10往銅鑼灣之尾班車改用獨立編號而成。
過海隧道巴士R969線是香港城巴經營的一條特別巴士路線，只在渣打馬拉松舉行當天凌晨行走，由天水圍市中心開往銅鑼灣（摩頓台），方便居於天水圍的參賽健兒以更直接快捷的途徑前往賽事起點，此路線於元朗區內行車路線與969N線相同。

## 歷史
N969/969N
- 1998年8月10日﹕投入服務
- 2003年10月27日﹕改經天福路、朗天路。
- 2004年10月12日﹕加經濕地公園路。[7][8]
- 2015年12月8日：往天水圍方向的行車路線至青朗公路後改經屯門公路、屯門公路巴士轉乘站、屯門公路、屯喜路、屯門公路、青山公路（藍地段、洪水橋段、屏山段）後，返回朗天路原有路線[9][10]。
- 2015年12月25日：增設由屯門市廣場往天水圍市中心$6.8的分段收費[11]。
- 2016年1月1日：於01:05-02:05由銅鑼灣（摩頓台）開出的班次加密至20分鐘一班[11]。
- 2018年1月15日：增設實時抵站時間查詢服務。[12]
- 2021年8月16日：往銅鑼灣方向的行車路線至改經青山公路（屏山段至藍地段）、屯發路、屯門公路並沿途設站，同時，增設由天水圍市中心往華都花園、天水圍市中心往屯門公路巴士轉乘站雙向分段收費；增設由虎地往銅鑼灣的$33.0分段收費。05:10往港島的班次維持途經大欖隧道並編更改編號為969N線[13]
- 2023年2月27日：往銅鑼灣方向增設天葵路「慧景軒」站[14]。

R969
- 2010年2月28日：配合渣打馬拉松2010，R969連同R307及R962線投入服務。
- 2014年2月16日：改經摩理臣山道及天樂里前往軒尼詩道，不再途經內告士打道。
- 2015年1月25日：改經邊寧頓街前往怡和街，不再途經摩理臣山道、天樂里及軒尼詩道。
- 2021年10月24日：改為只開04:00一班，並繞經屏山、藍地、屯門市中心、三聖、掃管笏、大欖及西區海底隧道九龍入口，不再取道元朗公路及青朗公路。
- 2023年2月12日：恢復途經元朗公路及青朗公路。

## 服務時間（詳細班次）
N969/969N
| 每日天水圍市中心開 | 每日天水圍市中心開 | 每日天水圍市中心開 | 每日天水圍市中心開 | 每日天水圍市中心開 |
| ------------------ | ------------------ | ------------------ | ------------------ | ------------------ |
| 00:15              | 01:00              | 01:45              | 02:30              | 03:15              |
| 03:45              | 04:15              | 04:40              | 05:00              | 05:10              |

藍字班次為969N線。
| 每日銅鑼灣（摩頓臺）開 | 每日銅鑼灣（摩頓臺）開 | 每日銅鑼灣（摩頓臺）開 | 每日銅鑼灣（摩頓臺）開 |
| ---------------------- | ---------------------- | ---------------------- | ---------------------- |
| 01:05                  | 01:35                  | 02:05                  | 02:35                  |
| 03:20                  | 04:05                  | 04:50                  | 05:30                  |

## 收費
| 路線       | 全程收費 | 分段收費 |
| ---------- | -------- | --- |
| N969／969N | $41.5    | - 天水圍市中心往華都花園或之前：$9.0（只適用於N969線） - 天水圍市中心往屯門公路巴士轉乘站或之前：$17.6（只適用於N969線） - 虎地往銅鑼灣（摩頓臺）：$36.7（只適用於N969線） - 西區海底隧道轉車站往銅鑼灣（摩頓臺）：$18.9 - 過西區海底隧道後往銅鑼灣（摩頓臺）：$11.3 - 西區海底隧道轉車站往天水圍市中心：$28.2（只適用於N969線） - 屯門公路巴士轉乘站往天水圍市中心：$17.6（只適用於N969線） - 屯門市廣場往天水圍市中心：$9.0（只適用於N969線） - 聚星樓往天水圍市中心：$7.5（只適用於N969線） |
| R969       | $43.3    | - 不設分段收費 |

| - 本線設有12歲以下小童及65歲或以上長者半價優惠。 - 65歲或以上香港居民使用「樂悠咭」，以及12歲以下合資格殘疾兒童使用「殘疾人士身份」個人八達通繳付車資，均可享有每程$2.0或半價（以較低者為準）的票價優惠；12至64歲合資格殘疾人士使用「殘疾人士身份」個人八達通（包括「樂悠咭」），以及60至64歲香港居民使用「樂悠咭」繳付車資，均可享有每程$2.0或全費（以較低者為準）的票價優惠。 - 65歲或以上長者如使用長者或一般個人八達通繳付車資，則只可享有半價優惠；12至64歲合資格殘疾人士如不使用「殘疾人士身份」個人八達通，以及60至64歲人士如不使用「樂悠咭」繳付車資，必須繳付全費。 - 乘客可以現金或八達通於上車時付款，不設找續。 - 每位成人乘客可免費攜帶最多兩名4歲以下而不佔座位的兒童乘客乘車，超額之4歲以下小童必須繳付小童車費乘車。 - 九龍巴士、城巴及龍運巴士全職員工及家屬（不包括外判職員）可免費乘搭本路線，惟必須拍職員或職員家屬八達通。 - 乘客亦可使用AlipayHK「易乘碼」、支付寶、 WeChatHK／微信支付「搭車碼」、銀聯雲閃付「乘車碼」及BOC Pay「乘車碼」、具有感應式支付功能的VISA、Mastercard及銀聯卡，以及Apple Pay、Google Pay及Samsung Pay流動支付平台繳付車資。使用此支付方式的乘客可享有中途下車之分段收費，以及與其他城巴獨營路線或聯營線城巴班次之轉乘優惠，惟不適用於與非城巴路線之轉乘優惠。使用此支付方式的乘客亦不能享有「公共交通費用補貼計劃」及「長者及合資格殘疾人士公共交通票價優惠計劃」。 - 帶粗體字者為雙向分段收費，乘客必須使用八達通或指定交通二維碼繳費，並於下車前再次確認八達通或掃瞄二維碼，方可享有分段收費優惠。 |

### 八達通轉乘優惠
乘客登上本線後指定時間內以同一張八達通卡轉乘以下路線，或登上以下路線後指定時間內以同一張八達通卡轉乘本線，次程可獲車資折扣優惠：
N969←→N8X、N72、N90
- N969往銅鑼灣 → N8X往小西灣、N72往華貴邨或N90往海怡半島，次程車資全免，轉乘時限為120分鐘
- N8X往堅尼地城、N72往鰂魚涌或N90往中環 → N969往天水圍，回贈首程車資，轉乘時限為90分鐘

## 行車路線
N969/969N

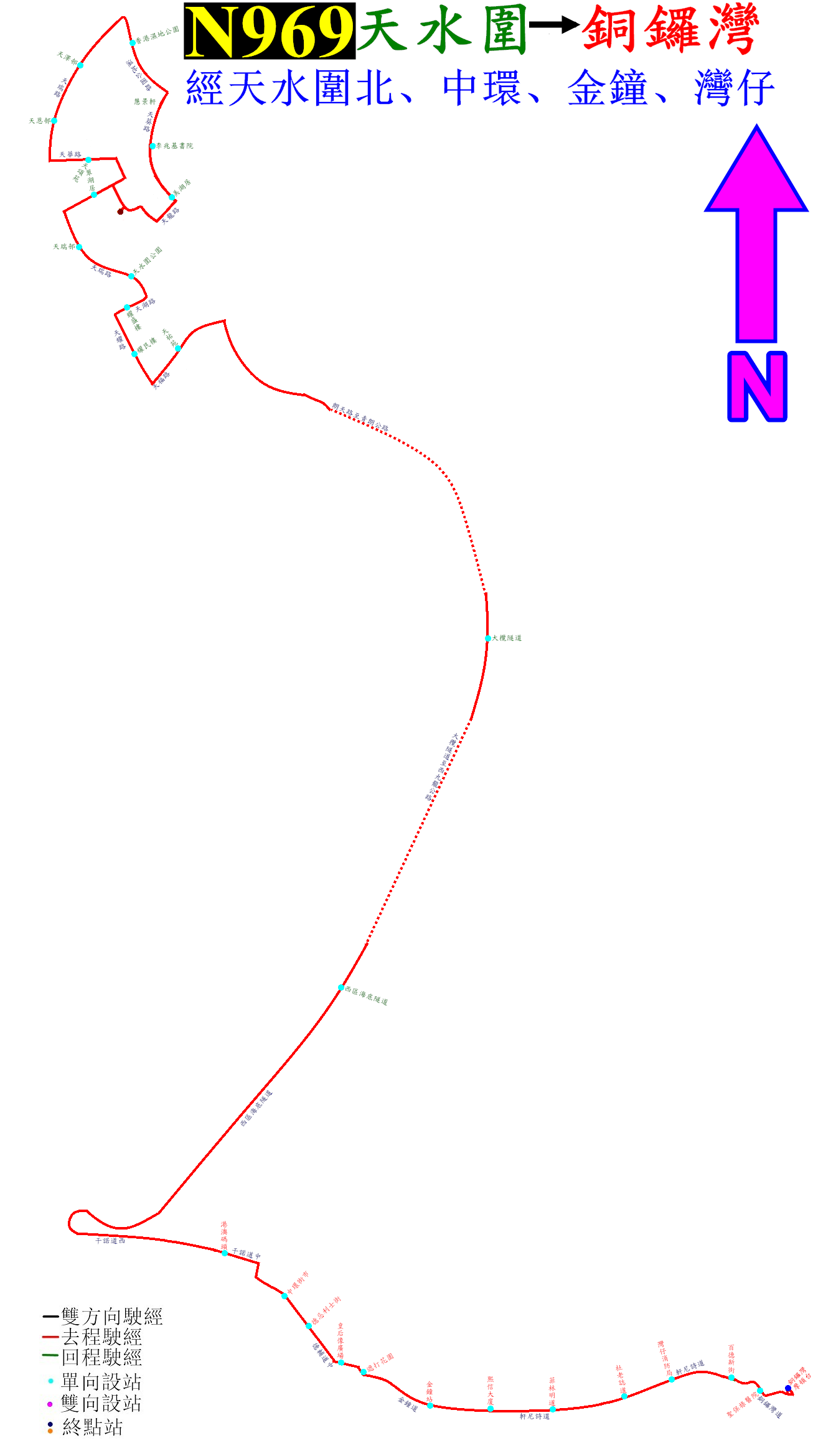
969N的走線圖

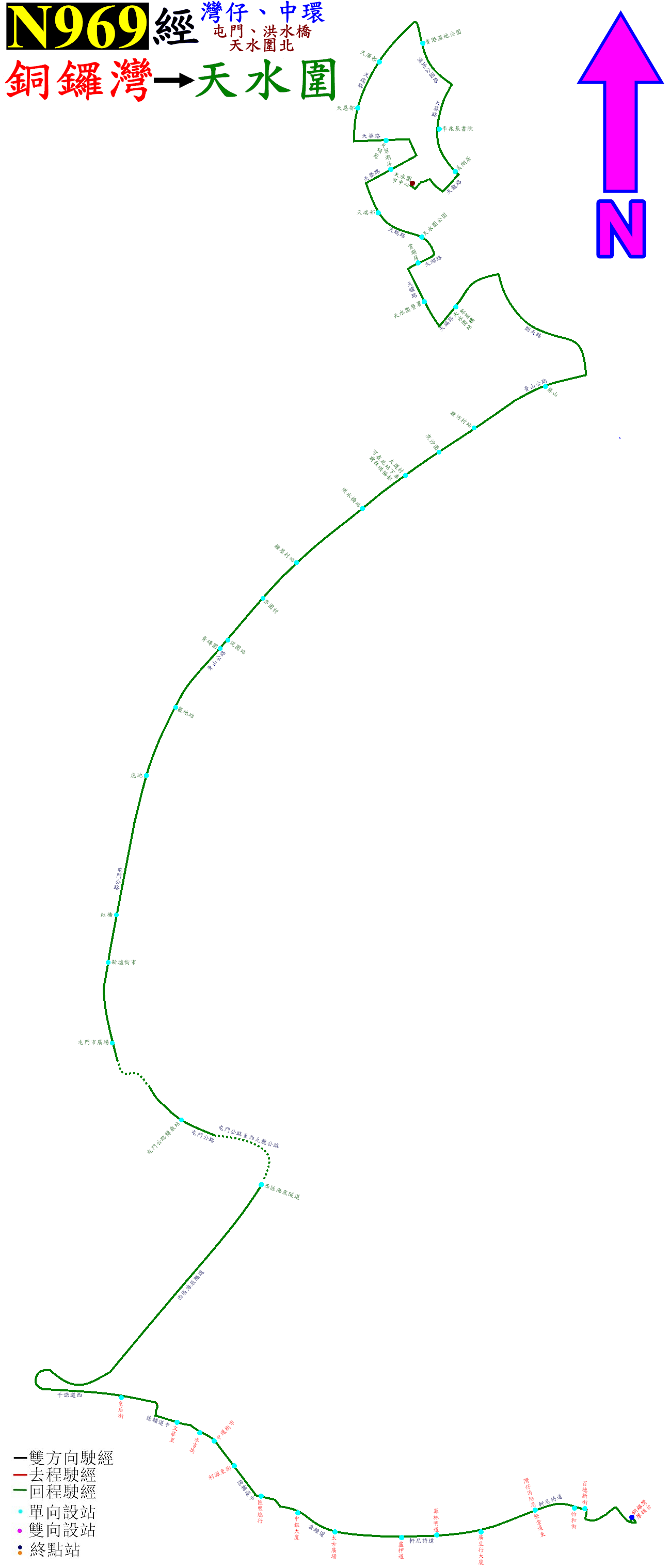
N969天水圍方向的走線圖

天水圍市中心開經：天恩路、天榮路、天城路、天華路、天瑞路、濕地公園路、天葵路、天龍路、天城路、天恩路、天榮路、天瑞路、天湖路、天耀路、天福路、朗天路（南行）、唐人新村交匯處、朗天路（北行）、青山公路（屏山、洪水橋及藍地段）、藍地交匯處、屯門公路、屯發路、屯門公路、屯門公路巴士轉乘站、屯門公路、汀九橋、青衣西北交匯處、長青公路、長青隧道、青葵公路、西九龍公路、西區海底隧道、干諾道西、干諾道中、林士街、德輔道中、金鐘道、軒尼詩道、怡和街及銅鑼灣道。
969N依N969原線駛至朗天路（南行）後，改經元朗公路、青朗公路（大欖隧道），然後返回汀九橋N969原線，而不經斜體字之路段。
銅鑼灣（摩頓臺）開經：摩頓臺、高士威道、伊榮街、邊寧頓街、怡和街、軒尼詩道、金鐘道、德輔道中、摩利臣街、干諾道中、干諾道西、西區海底隧道、西九龍公路、青葵公路、長青隧道、長青公路、青衣西北交匯處、汀九橋、屯門公路、屯門公路巴士轉乘站、屯門公路、屯喜路、屯門公路、青山公路（藍地、洪水橋及屏山段）、朗天路、天福路、天耀路、天湖路、天瑞路、天榮路、天城路、天龍路、天葵路、濕地公園路、天瑞路、天華路、天城路、天恩路及嘉恩街。
N969線之具體停站請參考資訊框。
969N線之具體停站請參考資訊框。
R969
經：天恩路、天榮路、天城路、天華路、天瑞路、濕地公園路、天葵路、天龍路、天城路、天恩路、天榮路、天瑞路、天湖路、天耀路、天福路、朗天路、元朗公路、青朗公路（大欖隧道）、屯門公路、荃灣路、葵涌道、荔枝角道、西九龍走廊、渡船街、欣翔道、海泓道、佐敦道、雅翔道、柯士甸道西、廣東道、九龍公園徑、梳士巴利道、康莊道、海底隧道、堅拿道天橋、堅拿道東、禮頓道、邊寧頓街、怡和街及銅鑼灣道。
R969線之具體停站請參考資訊框。

## 營運狀況
於深宵時段來往港島及新界西北的需求極為稀少，因此運輸署曾經建議向本線作出不同措施，以減少虧損：
- 在2006-07年巴士路線發展計劃中，總站遷往中環（港澳碼頭），改經紅磡海底隧道、西九龍走廊及葵涌道，但被多個區議會及西九龍走廊沿線居民以噪音問題反對。
- 在2012-13年巴士路線發展計劃中，本路線被建議來回程均改經屯門公路及青山公路藍地及洪水橋段，以提供深宵服務來往港島及屯門中、北以至洪水橋。
  - 往銅鑼灣方向的行車路線至天耀路後改經屏廈路、洪天路、青山公路（洪水橋段、藍地段）、屯門公路、屯發路、屯門公路、屯門公路巴士轉乘站、屯門公路後，返回青朗公路原有路線。
  - 往天水圍方向的行車路線至青朗公路後改經屯門公路、屯門公路巴士轉乘站、屯門公路、屯喜路、屯門公路、青山公路（藍地段、洪水橋段）、洪天路、屏廈路後，返回天耀路原有路線。
  - 計劃也因反對而被暫時擱置，但於2015年12月8日實行了往天水圍的改道，並繞經屏山，成功吸納屯門市中心、紅橋、藍地和洪水橋客源，令客量增加，亦能節省大欖隧道高昂的隧道費。
- 2016年運輸署記錄顯示[15]，往天水圍方向每晚乘客量由改道前約220至460人，增加至改道後約290至490人，有約25至50人由屯門至洪水橋上車返回天水圍，亦有30至60人在屯門市中心至洪水橋沿途各站下車。[16] 至2021年，最繁忙一小時內的載客率上升至61%。
- 在2021-22年巴士路線發展計劃中，本路線被建議往港島方向改經改經屯門公路、青山公路 (藍地、洪水橋、屏山段)及屏廈路（往港島方向尾班車維持途經大欖隧道，方便早更往港島返工居民），增設雙向分段（天水圍至屯門市中心/屯門公路巴士轉乘站)的分段的收費，於2021年8月16日實行，原有往港島方向尾班車維持途經大欖隧道，並改用獨立編號「969N」。

## 改道爭議
此路線往天水圍方向由2015年12月起改行屯門公路及青山公路，時值區議會休會，在公佈改道後旋即惹來天水圍居民的反彈。不過此路線的嚴重賠本情況由開辦以來一直持續，運輸署早在2006年已建議此路線、N962及N968來回改經紅磡海底隧道，以節省西隧的高昂隧道費；結果只有N968改行紅隧計劃得以落實（並易名N368），而此路線及N962改道計劃則在反對下撤回。
運輸署多年來阻撓九巴開辦N960線，導致屯門市中心和北部長期缺乏通宵過海巴士直接路線（最早1998年九巴建議開辦，走線與960相同，直到2023年才成功），而N962、N260兩線分別由城巴及九巴營辦，不設跨公司轉乘優惠，故乘搭兩線轉乘需繳付近40元昂貴車資。屯門中部、兆康及藍地至洪水橋乘客分別只能依靠新界區專線小巴49S線或公共小巴——前者已需繞經荃灣及葵涌；後者更受制於嚴禁小巴行走大部份快速公路的法例，無法行經屯門公路，過度迂迴的定線為乘客詬病。
為擴闊此路線服務範圍、照顧上述地區的通宵過海需要，及節省大欖隧道昂貴付費，運輸署及城巴在2010-2011年度元朗區巴士路線發展計劃及2013-2014年度元朗區巴士路線發展計劃兩度建議此路線改經屯門公路及青山公路（藍地段至洪水橋段），但遭到元朗區議會反對。因應元朗區議會憂慮會增加往港島上早班的天水圍居民交通時間，當局隨後修訂方案，只更改往天水圍方向的走線，而往港島方向的走線則維持不變，建議獲當時元朗區議會巴士服務工作小組成員支持，城巴更表示如運輸署批准，可於2014年農曆新年前落實。
雖然工作小組及城巴均同意於隨後農曆新年前實行往天水圍方向之改動，但是有關計劃遲遲沒有被呈上元朗區議會交通及運輸委員會付諸表決，運輸署亦一直未有處理改道申請，計劃因而被擱置近兩年。直至2015年洪福邨入伙後，洪水橋交通需求明顯上升，加上N960開辦仍然遙遙無期，令屯門市中心、屯門東北、藍地至洪水橋通宵服務不足的影響日漸浮現。最終運輸署及城巴在未經區議會正式通過的情況下，宣佈於12月8日實施改道，最後的改動走線更加經青山公路－屏山段。行車里數更打破九龍巴士N241線。由於正值區議會休會，當局繞過區議會的做法不消多久便引起區議員及天水圍居民的不滿，更有區內組織以改圖諷刺事件。

## 外部連結
- 城巴N969線官方資料 （页面存档备份，存于）
- 681巴士總站 N969線 （页面存档备份，存于）
- 681巴士總站 969N線 （页面存档备份，存于）
- 香港巴士大典上的相关条目：過海隧巴R969線
- 香港巴士大典上的相关条目：過海隧巴N969線
- 香港巴士大典上的相关条目：過海隧巴969N線